# Joachim Balke
Joachim „Jochen“ Balke (* 12. September 1917 in Dortmund; † 19. Januar 1944, vermisst bei Nowgorod) war ein deutscher Schwimmer, der 1938 den Europameistertitel gewann.
Balke gewann, für Westfalen Dortmund schwimmend, bei den Deutschen Meisterschaften 1936 den Titel im 200-Meter-Brust-Schwimmen. Bei den Olympischen Spielen 1936 erreichte er auf dieser Strecke das Finale und belegte den sechsten Platz.
Balkes erfolgreichstes Jahr war das Jahr 1938. Über 100 Meter Brust stellte er am 12. November in 1:09,5 Minuten einen neuen Weltrekord auf. Über diese Strecke gab es allerdings keine Meisterschaften, über 200 Meter wurde er, mittlerweile für den Bremischen SV startend, in 2:43,2 Minuten Deutscher Meister; bei den Schwimmeuropameisterschaften 1938 in London siegte er in 2:45,8 Minuten.
Balke erschwamm 1940 und 1941 noch zwei deutsche Meistertitel über 200 Meter Brust, 1940 gewann er einen weiteren Titel auf der Kurzbahn.